# Enkel

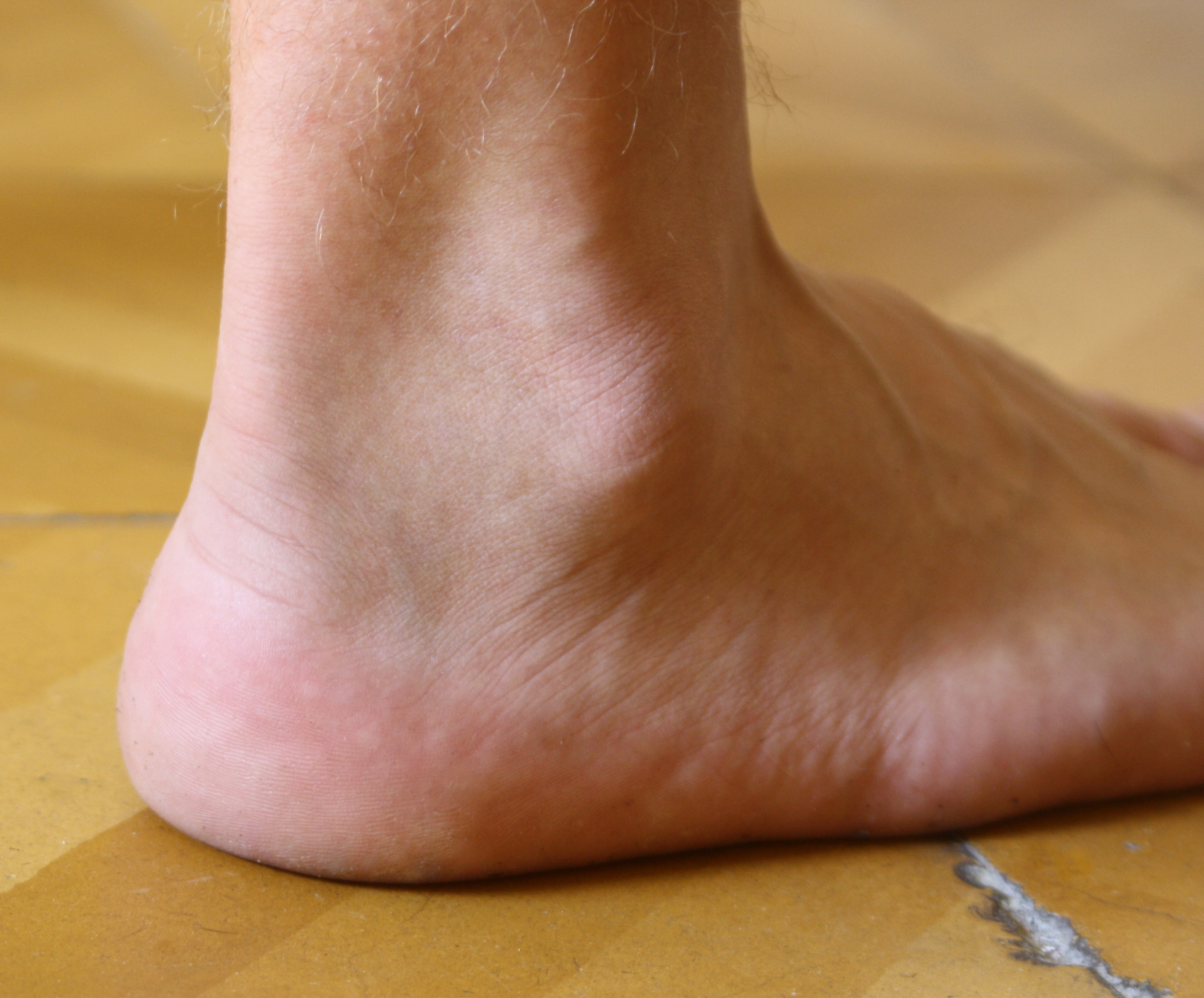
Rechterenkel met de kenmerkende knobbel (malleolus).

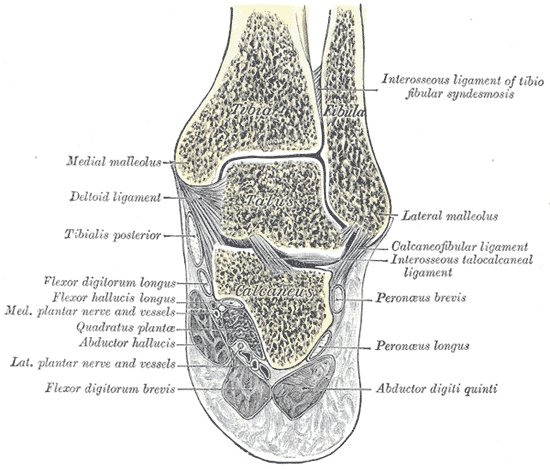
Enkelgewricht, dwarsdoorsnede. Het scheenbeen (linksboven) en kuitbeen (rechtsboven) vormen de enkelvork om het sprongbeen (midden).

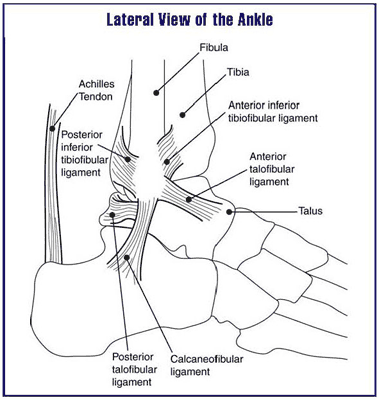
Enkel, lateraal

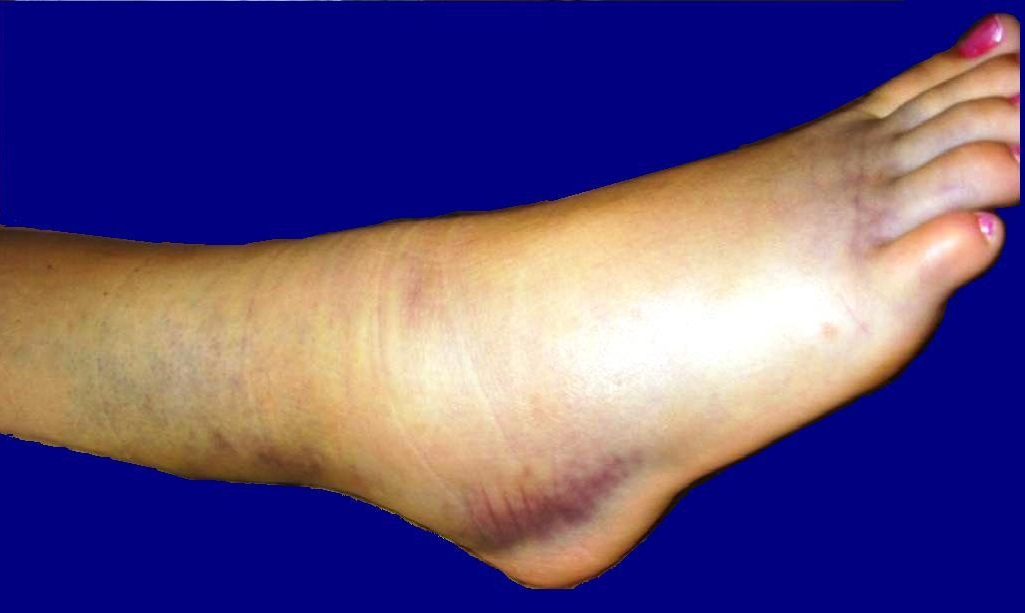
Verstuikte enkel met zwelling.

In de menselijke anatomie is de enkel het gebied dat de voet en het onderbeen verbindt. Met de enkel wordt dit gebied bedoeld zoals het zich uitwendig vertoont. De enkel is herkenbaar aan twee zichtbare knobbels. De knobbel aan de buitenzijde van het been (of malleolus lateralis) is het onderste uiteinde van het kuitbeen, de knobbel aan de binnenzijde van het been (of malleolus medialis) is het onderste uiteinde van het scheenbeen.
Het woord enkel is waarschijnlijk verwant met het Latijnse angulus of Griekse ἀγκύλος ankúlos, wat 'gebogen' betekent.
De enkel is een gewricht. In de medische wereld wordt met de enkel alleen het bovenste spronggewricht aangeduid. In het algemene spraakgebruik worden beide spronggewrichten gezamenlijk beschouwd als de enkel.

## Bovenste spronggewricht
Het bovenste spronggewricht of articulatio talocruralis zorgt voor de op- en neerbeweging van de voet. Hiermee kan de voet 30° omhoog worden getrokken (dorsaalflexie) en 50° naar beneden worden gestrekt (plantairflexie). Het bovenste spronggewricht is een scharniergewricht en verbindt het scheenbeen (tibia) en kuitbeen (fibula) met het sprongbeen (talus). De onderste uiteinden van het scheenbeen en het kuitbeen vormen samen de enkelvork die het sprongbeen als het ware omvat.
De kuitspier zorgt met de achillespees voor het strekken van de voet door het hielbeen (of calcaneus) omhoog te trekken. De musculus tibialis anterior zorgt voor het omhoogtrekken van de voet.

## Onderste spronggewricht
Het onderste spronggewricht (of articulatio talotarsalis) zorgt voor het kantelen van de voet. De voetzool kan hiermee 30° naar binnen worden gekanteld (inversie) en 20° naar buiten (eversie). Het onderste spronggewricht wordt gevormd door drie gewrichtsvlakken tussen drie voetwortelbeentjes: sprongbeen (talus), het hielbeen (calcaneus), en os naviculare

## Enkelverstuiking
Een veel voorkomende blessure van de enkel is verstuiking. Dit kan optreden wanneer de voet naar binnen zwikt (inversietrauma). Een of meer van de buitenbanden van het enkelgewricht worden dan te ver uitgerekt of gescheurd. Een verstuiking van de enkel is onmiddellijk zichtbaar doordat een flinke eivormige zwelling ontstaat aan de buitenzijde van de enkel. De enkel is pijnlijk, vooral bij binnenwaartse beweging en het is moeilijk of onmogelijk om er op te staan.